# Santiago Casilla
Pour les articles homonymes, voir Casilla.
Santiago Casilla (né le 25 juin 1980 à San Cristóbal, République dominicaine) est un lanceur de relève droitier de baseball qui a évolué en Ligue majeure avec les Athletics d'Oakland et les Giants de San Francisco de 2004 à 2018. 
Il remporte les Séries mondiales de 2010, 2012 et 2014 avec les Giants de San Francisco, dont il est à l'occasion stoppeur, notamment lors des saisons 2012, 2014, 2015 et 2016.

## Carrière

### Athletics d'Oakland
Casilla est recruté comme agent libre amateur par les Athletics d'Oakland le 31 janvier 2000. Après quatre saisons en Ligues mineures, il fait ses débuts en Ligue majeure le 9 août 2004. De 2000 à 2005, il joue sous le nom de Jairo Garcia. Il révèle son véritable nom lors de l'entraînement de printemps 2006. Casilla utilisa des faux papiers lors de la signature de son contrat en 2000 ; il vieillit de deux ans et dix mois en une journée. 
Il obtient sa première victoire au plus haut niveau le 4 juin 2007 à l'occasion d'une partie à domicile contre les Red Sox de Boston. Deux jours plus tard, il enregistre son premier sauvetage en Majeures.
Casilla est pré-sélectionné en équipe de République dominicaine pour participer à la Classique mondiale de baseball 2009, mais les Athletics s'opposent au départ de leur joueur en sélection.

### Giants de San Francisco

#### Saison 2010
Devenu agent libre à l'issue de la saison 2009, il traverse la baie pour rejoindre les Giants de San Francisco. Il paraphe un contrat de ligues mineures le 20 janvier 2010. Invité à l'entraînement de printemps 2010 des Giants, Casilla n'est pas retenu parmi les 40 joueurs actifs de la franchise en ouverture de la saison.
Brandon Medders se blesse le 20 mai, et Casilla est appelé en Majeures pour compenser cette absence. Il prend alors part à la belle saison 2010 des Giants qui s'achève par la victoire en Série mondiale. Durant la saison 2010, Casilla remporte sept victoires contre deux défaites dans ses 52 présences en relève et sa moyenne de points mérités n'est que de 1,95 en 55 manches et un tiers lancées. Il enregistre aussi 56 retraits sur des prises. Il n'accorde qu'un point en quatre manches et deux tiers lancées pour une moyenne de points mérités de 1,93 en séries éliminatoires.

#### Saison 2011
En 2011, Casilla maintient une moyenne de points mérités de 1,74 en 51 manches et deux tiers lancées. Amené au monticule dans 49 parties, il est parfois appelé comme stoppeur remplaçant de Brian Wilson, blessé en deuxième moitié de saison, et il réussit six sauvetages. 

#### Saison 2012
Casilla remplace Wilson, blessé dès le début de la saison 2012, comme stoppeur des Giants. Il enregistre 25 sauvetages mais son contrôle est affecté en cours de saison par des ampoules à la main et les Giants font plutôt appel à Sergio Romo en fin de match. Casilla maintient une excellente moyenne de points mérités de 2,84 en 63 manches et un tiers lancées en 2012, avec 7 victoires et 6 défaites en 73 sorties. Romo demeure stoppeur et enregistre le dernier retrait de la Série mondiale 2012, remportée par San Francisco. Casilla fait bien en éliminatoires en 8 manches lancées : il ne donne qu'un point mérité à sa première sortie, puis blanchit l'adversaire à ses 10 présences suivantes au monticule, incluant une manche et un tiers lancée en grande finale.

#### Saison 2013
Casilla signe en décembre 2012 un nouveau contrat de 15 millions de dollars pour 3 ans avec les Giants. 
Casilla remporte la Classique mondiale de baseball 2013 avec l'équipe de République dominicaine, tournoi durant lequel il lance 5 manches sans accorder de point.
Sergio Romo demeure stoppeur en 2013 tandis que Casilla abaisse sa moyenne de points mérités à 2,16 en 50 manches lancées, avec 7 victoires, deux défaites et deux sauvetages en 57 matchs.

#### Saison 2014
Il fait encore mieux en 2014 avec une moyenne de points mérités d'à peine 1,70 en 58 manches et un tiers lancées lors de 54 sorties. Il remporte 3 victoires contre autant de revers et enregistre 19 sauvetages après avoir hérité de nouveau du poste de stoppeur de l'équipe après les insuccès de son prédécesseur. Le 3 octobre 2014, il réussit son premier sauvetage en éliminatoires dans une victoire de 3-2 des Giants lors du premier match de la Série de divisions de la Ligue nationale contre les Nationals de Washington.

#### Saison 2015
Le 17 mai 2015, Casilla sauvegarde la victoire de 9-8 des Giants sur les Reds de Cincinnati et termine la partie sur une manche immaculée, retirant sur des prises Marlon Byrd, Brandon Phillips et Jay Bruce en 9 lancers.

### Retour à Oakland
Redevenu agent libre après une difficile saison 2016 à San Francisco, Casilla retourne chez les Athletics d'Oakland en 2017.

## Statistiques
| Saison | Équipe        | G   | GS | CG | SHO | V  | D | SV | IP    | SO  | ERA   |
| ------ | ------------- | --- | -- | -- | --- | -- | - | -- | ----- | --- | ----- |
| 2004   | Oakland       | 4   | 0  | 0  | 0   | 0  | 0 | 0  | 5.2   | 5   | 12,71 |
| 2005   | Oakland       | 3   | 0  | 0  | 0   | 0  | 0 | 0  | 3.0   | 1   | 3,00  |
| 2006   | Oakland       | 2   | 0  | 0  | 0   | 0  | 0 | 0  | 2.1   | 2   | 11,57 |
| 2007   | Oakland       | 46  | 0  | 0  | 0   | 3  | 1 | 2  | 50.2  | 52  | 4,44  |
| 2008   | Oakland       | 51  | 0  | 0  | 0   | 2  | 1 | 2  | 50.1  | 43  | 3,93  |
| 2009   | Oakland       | 46  | 0  | 0  | 0   | 1  | 2 | 0  | 48.1  | 35  | 5,96  |
| 2010   | San Francisco | 52  | 0  | 0  | 0   | 7  | 2 | 2  | 55.1  | 56  | 1,95  |
| Totaux | Totaux        | 204 | 0  | 0  | 0   | 13 | 6 | 6  | 215.2 | 194 | 4,30  |

| Saison | Équipe        | G | GS | CG | SHO | V | D | SV | IP  | SO | ERA  |
| ------ | ------------- | - | -- | -- | --- | - | - | -- | --- | -- | ---- |
| 2010   | San Francisco | 4 | 0  | 0  | 0   | 0 | 0 | 0  | 4.2 | 5  | 1,93 |
| Totaux | Totaux        | 4 | 0  | 0  | 0   | 0 | 0 | 0  | 4.2 | 5  | 1,93 |

Note : G = Matches joués ; GS = Matches comme lanceur partant ; CG = Matches complets ; SHO = Blanchissages ; 
V = Victoires ; D = Défaites ; SV = Sauvetages ; IP = Manches lancées ; SO = Retraits sur des prises ; ERA = Moyenne de points mérités.